# 腸道沙門氏菌
腸道沙門氏菌（學名：Salmonella enterica）是一種有鞭毛的革蘭氏陰性菌及沙門氏菌屬的一員。

## 血清型
腸道沙門氏菌有著極其大量的血清型：目前有大于2600個不同的血清型。就如傷寒桿菌的血清型學名為：Salmonella enterica subsp. enterica serovar Typhi），是引發傷寒的病因，過往學名為：Salmonella typhi，仍常用此簡稱：S. typhi，但正確寫法為：Salmonella Typhi 或 S Typhi。其他血清型如鼠傷寒沙門氏菌（S Typhimurium）可以引致一種稱為沙門氏桿菌病的人類腸胃炎。  
大部份的沙門氏桿菌炎是因吃了受腸道沙門氏菌所感染的食物，一般是牛及家禽，或是其他動物，如貓等。但是有研究指吸塵機內是細菌溫床，尤其當家中有人非常接近感染源頭，例如在農場工作或是獸醫。
傷寒桿菌及鼠傷寒沙門氏菌LT2的基因組已经被確定。

### 傷寒桿菌
傷寒桿菌是腸道沙門氏菌的一個血清型，亦是傷寒的病因。這種細菌可以經由糞口途徑傳播，即由人類排泄的糞便，再經由污染的水源或人不衛生的人與人接觸來傳播。
傷寒桿菌有三種抗原，稱為O抗原、Vi抗原及H抗原。
- O抗原：體抗原D群；
- Vi抗原：莢膜抗原；
- H抗原：鞭毛抗原。

## 外部連結
- 沙門氏菌屬的命名法